# Jack Mewhort
Jack Mewhort (* 30. září 1991 v Toledu, stát Ohio) je hráč amerického fotbalu nastupující na pozici Offensive tackla nebo Guarda za tým Indianapolis Colts v National Football League. Univerzitní fotbal hrál za Ohijskou státní univerzitu, poté byl vybrán ve druhém kole Draftu NFL 2014 týmem Indianapolis Colts.

## Profesionální kariéra

### Draft NFL 2014
Mewhort byl vybrán ve druhém kole Draftu NFL 2014 jako 59. hráč celkově týmem Indianapolis Colts.
| Parametry před draftem |           |            |                |        |        |          |          |           |              |
| Výška                  | Váha      | Délka paží | Velikost rukou | 40 yd  | 20 ss  | 3 kužely | Vert     | Broad     | Benchpress   |
| 6 stop 6 palců         | 309 liber | 34 palců   | 9 3⁄4 palce    | 5,37 s | 4,64 d | 7,79 s   | 26 palců | 101 palců | 28 opakování |

### Indianapolis Colts
Hned od prvního utkání sezóny 2014 se stává startujícím levým Guardem a kromě dvou utkání nastoupí do všech zápasů základní části. Od sezóny 2015 se přesunuje na pozici pravého Offensive tackla.